# Ráztočno
Ráztočno este o comună slovacă, aflată în districtul Prievidza din regiunea Trenčín. Localitatea se află la altitudinea de 398 m deasupra n.m., se întinde pe o suprafață de 17,59 km2 și în 2017 număra 1.199 de locuitori. Se învecinează cu comuna Sklené.

## Istoric
Localitatea Ráztočno este atestată documentar din 1430.

## Demografie
| An:                | 1994 | 2004   | 2014   | 2024   |
| ------------------ | ---- | ------ | ------ | ------ |
| Număr de persoane: | 1173 | 1237   | 1216   | 1238   |
| Diferență:         |      | +5,45% | −1,69% | +1,80% |

| An:                | 2023 | 2024   |
| ------------------ | ---- | ------ |
| Număr de persoane: | 1247 | 1238   |
| Diferență:         |      | −0,72% |